# Prawdziwe kobiety
Prawdziwe kobiety (ang. True Women) – amerykański film biograficzny z 1997 roku w reżyserii Karen Arthur, nakręcony na potrzeby telewizji na podstawie książki Janice Woods Windle.

## Fabuła
Jest rok 1835. Kilkuletnia Euphemia przebywa na plantacji bawełny u swej koleżanki Georgii, którą traktuje jak siostrę. Matka Euphemii nie żyje, a wkrótce po córkę ma przyjechać ojciec, aby zabrać ją do siebie. Dziewczynki bardzo przeżywają rychłe rozstanie, ale przysięgają sobie dozgonną przyjaźń i obiecują do siebie pisać.
Akcja dzieje się na przestrzeni kilkudziesięciu lat, od czasów walk o niepodległość Teksasu po wojnę secesyjną.

## Obsada
- Dana Delany – Sarah McClure
- Annabeth Gish – Euphemia Ashby
- Angelina Jolie – Georgia Virginia Lawshe Woods
- Tina Majorino – Euphemia Ashby w młodości
- Rachael Leigh Cook – Georgia Lawshe w młodości
- Michael York – Lewis Lawshe
- Jeffrey Nordling – dr Peter Woods
- Salli Richardson – Martha

## Nagrody i nominacje
Nagroda Emmy 1997
- Najlepsza muzyka w miniserialu lub filmie tv - Bruce Broughton (nominacja)